# زنبق آرامگاه
زنبق آرامگاه (نام علمی: Iris albicans) نام یک گونه از سرده زنبق است.